# Dinotrema speculum
Dinotrema speculum är en stekelart som först beskrevs av Alexander Henry Haliday 1838.  Dinotrema speculum ingår i släktet Dinotrema och familjen bracksteklar. Arten är reproducerande i Sverige. Inga underarter finns listade i Catalogue of Life.